# Герб Новгорода-Сіверського

Герб Но́вгорода-Сі́верського— символ міського самоврядування Новгород-Сіверського.

## Опис
На зеленому тлі частина міського муру з вежею, над якою шестипроменева зірка, а з боків — спис та шабля золоті.

## Історія

### Доба Речі Посполитої та Козаччини
Історіографічна традиція вказує на наявність вже на початку XVII ст. власного міського герба у Новгорода-Сіверського. Поруч з тим, на думку О.Лазаревський, ці відомості є доволі сумнівними, оскільки жодних достеменних свідчень, що підтверджували б наявність самоврядування у міста в даний період, немає. Відсутні навіть згадки про міський уряд. Впадає у вічі й та обставина, що опис начебто наданого на початку XVII ст. герба (брама під зіркою, обабіч якої мур, над яким вміщено — праворуч спис, ліворуч — шаблю), насправді точно відповідає пізнішому гербу Новгородської сотні, який було офіційно затверджено у 1782 р. Водночас, на гербі міста козацьких часів, який відомий за зображенням на міських печатках від 1723 і 1782 р.р., немає зображення списа і шаблі.
Підтверджують подібні сумніви також відомості подані в «Матеріалах для историко-статистического описанія города Новгородсѣверска», автор яких пов'язує факт надання місту герба з обороною Новгорода від військ претендента на московський престол Димитрія: «Въ 1604 году подступилъ къ нему Самозванецъ Отрепьевъ … Отъ сего произшествія городу пожалованъ гербъ — съ изображеніемъ городской стѣны съ башнею, на коей звѣзда, по
сторонамъ же копье и сабли золотыя.» Очевидно, немає жодних підстав вважати, що дана подія могла спонукати річпосполитський уряд відобразити її в новозатвердженому гербі, як про те говорить історіографічна традиція.
Існує ряд причин, чому така версія є невірною:
- польський король, який надав перший герб місту, не міг схвалювати символ опору акції, яку він сам і підтримував;
- міські печатки до 1781 р. не містили зображення зброї (вона була на сотенних печатках);
- символ Сіверщини на гербі Малоросійської колегії є без зброї.

Поруч з тим визначається, що дане питання є далеким від свого остаточного вирішення. Так, приміром в 1758 р. місто одержало привілей на магдебурзьке право від гетьмана Розумовського, і не можна виключати, що в даному разі мова йшла лише про підтвердження старого привілею, наданого в 1-й пол. XVII ст.
На підтвердження того, що герб Новгород-Сіверського з'явилися вже в козацькі часи, є той факт, що загальна кількість міст, що користувалися власними міськими гербами за часів Речі Посполитої, а згодом продовжили їх уживання за козацької доби, дорівнює 21 (місто Стародуб користувалося впродовж 1620—1648 р.р., відразу двома гербами).
Опис герба в привілеї від 1620 р.:
Брама під зіркою, обабіч якої мур, над яким праворуч спис, ліворуч — шабля.
Матеріалы.- С.3; опис: «Въ 1604 году подступилъ къ нему Самозванецъ Отрепьевъ … Отъ сего произшествія городу пожалованъ гербъ — съ изображеніемъ городской стѣны съ башнею, на коей звѣзда, по сторонамъ же копье и сабли золотыя.» (В 1604 підступив до нього Самозванець Отреп'єв ... Від цієї події місту наданий герб - із зображенням міського муру з вежею, на якій зірка, по сторонах же спис і шаблі золоті).
З печатки від 1723 р.:
В полі печатки двоповерхова брама, з прочиненими воротами, під дахом, над яким шестипроменева зірка, обабіч брами мур.
Напис по колу: ПЕЧТЬ * НОВГОРОДКА * СѣВЕРСКАГО ***
За формою овальна, розмір 34×32 мм.
З печатки від 1782 р.:
В полі печатки вежа; навколо візерунок. Напис по колу: + ПЕЧАТЬ МАГИСТРАТА НОВГОРОДА СѣВЕРСКАГО
За формою кругла, розмір 36 мм.
Таким чином, остаточне зображення печатки Новгород-Сіверського магістрату мало такий вигляд: у дамаскованому полі печатки — міський мур з брамою, над якою висока гостроверха вежа.

### Імперська доба
Невдовзі після ліквідації автономії імперським урядом було офіційно затверджено цілу серію гербів для утворених намісництв. Значна частина цих гербів походила від старих міських і земельних гербів (полкових та сотенних), які функціонували за часів козацької автономії (в офіційно затверджених урядом описах гербів наявна відповідна вказівка — «старий герб»).
Серед «старих гербів», герб Новгород-Сіверського взорувався на земельних гербах попередньої епохи, тобто вів своє походження від відповідного сотеного гербу.

Урядове затвердження доповіді Сенату, щодо надання гербів містам Новгород-Сіверського намісництва, від 4 червня 1782 р.:
15424.- Іюня 4. Высочайше утвержденный докладъ Сената.- О гербахъ городовъ Новгородскаго-Сѣверскаго Намѣстничества.
Описаніе гербовъ городамъ Новгородскаго-Сѣверскаго Намѣстничества.
І. Новагорода-Сѣверска. Въ зеленомъ полѣ часть стѣны городскія съ воротами, надъ которыми башня съ звѣздою, а по сторонамъ копіе и сабля золотыя. (15424. - 4 Червня. Найвище затверджена доповідь Сената.- Про герби міст Новгород-Сіверського намісництва. Опис гербів міст Новгород-Сіверського намісництва. 1. Новгород-Сіверського. У зеленому полі частина міської стіни з воротами, над якою вежа з зіркою, а по сторонах спис і шабля золоті).
Даний герб використовувався до початку 1920 року.

Справа про виготовлення печаток для установ Новгород-Сіверського намісництва, від 2 листопада 1782 р.:
Описаніе Гербамъ городовъ Новгородскаго Сѣверскаго намѣстничества
I. Новгорода Северска. В зеленомъ полѣ часть стены городскія с воротами, над которыми башня съ звѣздою. А по сторонамъ копье и сабля золотыя. (Опис герба міст Новгород-Сіверського намісництва. I. Новгород-Сіверського. У зеленому полі частина міської стіни з воротами, над якими вежа з зіркою. А по сторонам спис і шабля золоті).

1865 року геральдистом Бернгардом Карлом фон Кене для міста було розроблено новий герб: у зеленому полі срібна зубчаста міська стіна з відчиненими воротами, з баштою, увінчаною золотою з шістьма променями зіркою, над ворітьми покладені навхрест червоні спис і дугоподібний меч. У вільній частині герб Чернігівської губернії. Щит увінчаний срібною міською короною з трьома вежками та обрамований двома золотими колосками, оповитими Олександрівською стрічкою. Офіційно не був прийнятий.

### Сучасна доба
Проект сучасного герба, розроблений на основі давнього Андрієм Гречилом та Ігорем Ситим, затвердила міська рада. Використовується одночасно з гербом зразка 1782 року.

## Галерея

Герб міста XVII ст. (реконструкція)
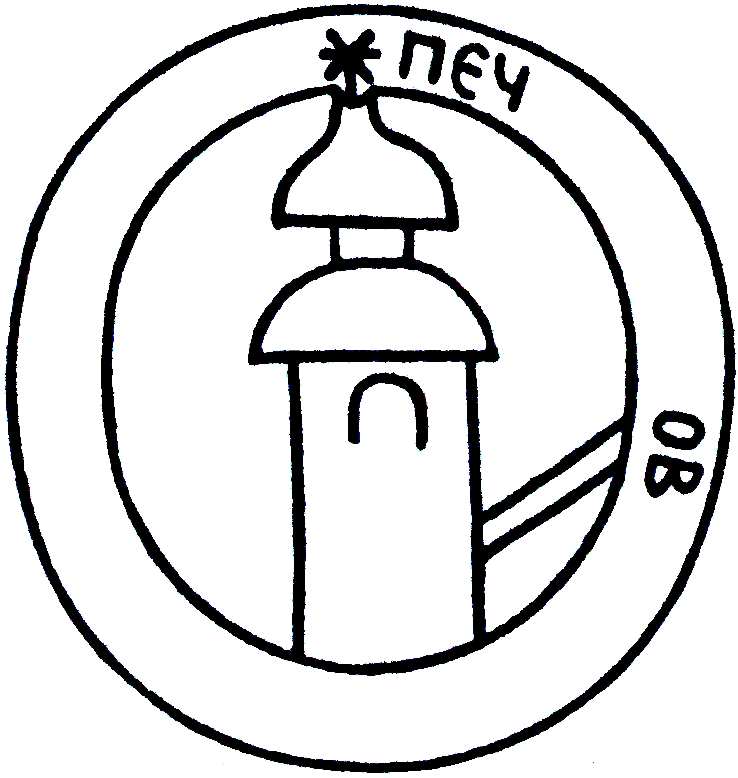
Герб міста на печатці 1723 року
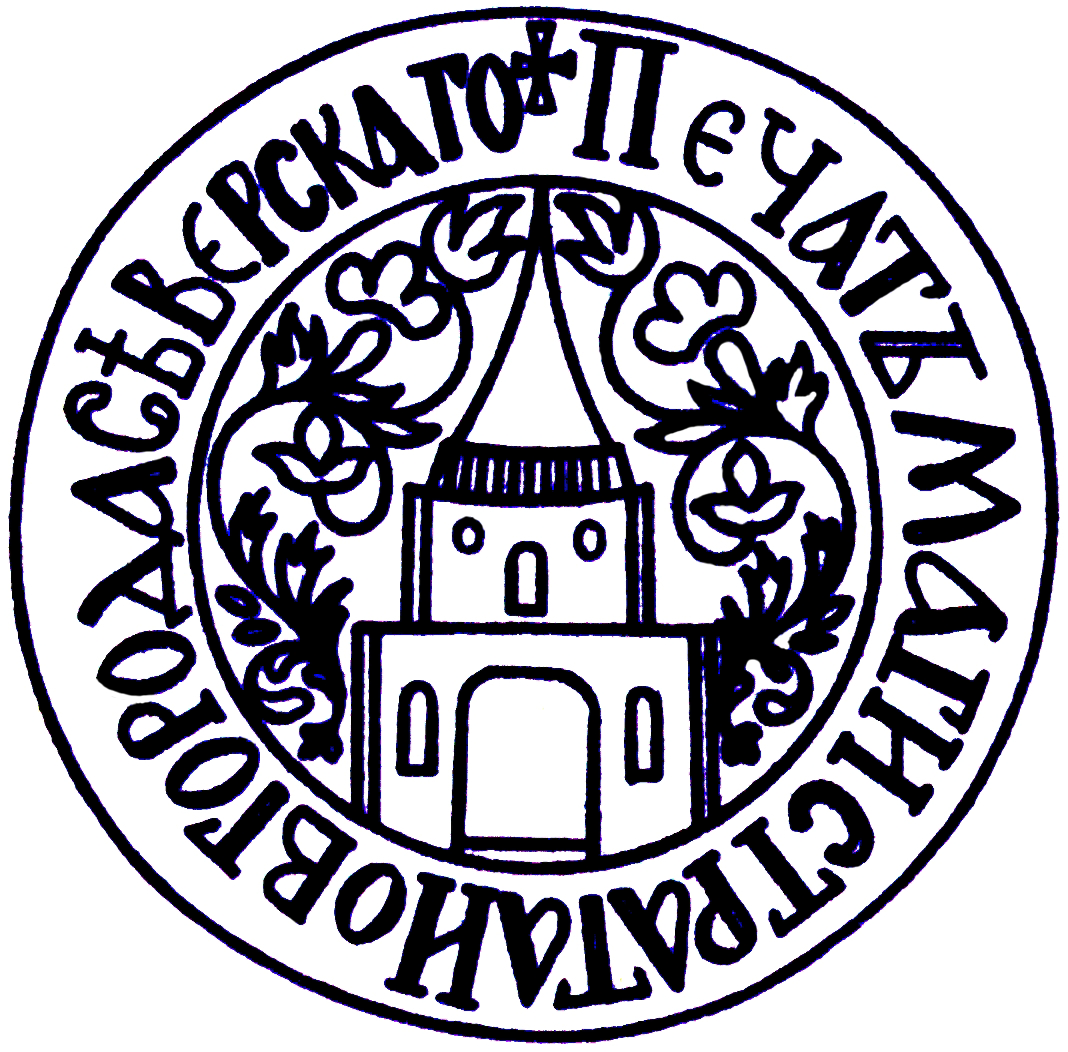
Печатка Новгород-Сіверського магістрата 1782 року
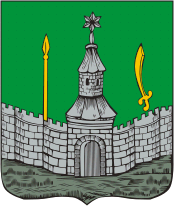
Герб міста зразка 1782 року
Герб міста (проект Кене)
Сучасний герб міста